# Basedig
Basedig est un moteur de recherche de données structurées, et une plateforme d'analyse statistiques de données créée en 2019.

## Description
Basedig collecte des données publiques (Open Data) de plusieurs sources différentes, indépendamment de leur format. Les données sont indexées, stockées dans des tables de bases de données sous un format unique, combinant les données et les méta données.
Le moteur de recherche permet l'identification immédiate des tables contenant les données pertinentes correspondant à une recherche par mots clés. Les tables de données peuvent être téléchargées sous forme de fichiers CVS, Excel ou JSON. Il est aussi possible de collecter les données par une API dédiée qui est documentée.
Le site Basedig a été développé en Python à partir d'un framework de type Django.
Basedig est aussi un ensemble de librairies rédigées en Golang. Les librairies de Basedig permettent la collecte, l'indexation, la structuration et le stockage massif de données. Les librairies intègrent des modules d'informatique décisionnelle, d'apprentissage automatique et d'intelligence artificielle. Grâce à l'implémentation en Golang des librairies, les performances de Basedig sont du même ordre que celles de librairies en C, et sont donc plus rapides que des librairies équivalentes écrites en Python (Scikit-learn) ou R. La nature parallélisable de Golang autorise le déploiement de calculs en parallèle sur de nombreux cœurs ce qui rend l'architecture adaptée au traitement massif de données.
Basedig s'applique à plusieurs applications industrielles, telles que l'analyse prédictive (forecasts industriels, maintenance prédictive, la prédiction des performances commerciales). Basedig est aussi utilisé pour l'optimisation des achats.